# Stifftioideae
Stifftioideae — подсемейство цветковых растений семейства Астровые (Asteraceae).
Растения, в основном, встречаются в Венесуэле и Гайане, некоторые виды произрастают в Андах.
Подсемейство включает 40—43 вида в 10 родах; выделяют одну трибу:
- Триба Stifftieae D.Don

- Achnopogon Maguire, Steyermark & Wurdack
- Dinoseris Griseb.
- Duidaea S.F.Blake
- Eurydochus Maguire & Wurdack
- Glossarion Maguire
- Gongylolepis R.H.Schomb.
- Hyaloseris Griseb.
- Neblinaea Maguire & Wurdack
- Quelchia N.E.Br.
- Stifftia J.C.Mikan